# Drastamat Kanayan
Drastamat Kanayan (en arménien : Դրաստամատ Կանայեան), alias Général Dro, né le 31 mai 1884 à Iğdır et mort le 8 mars 1956 à Boston, est un homme politique, révolutionnaire et militaire arménien, notamment général sous la République démocratique d'Arménie (1918-1920) lors de la guerre arméno-géorgienne.

## Biographie

### Débuts
Né à Iğdır (Empire russe) en 1884, Drastamat Kanayan s'intéresse très jeune au métier des armes. Ses possibilités d'intégration dans la société russe étant limitées par son usage de la langue arménienne, il rejoint un groupe de jeunes nationalistes arméniens. En juin 1903, le tsar publie un décret déclarant propriété impériale toutes les possessions de l'Église d'Arménie. Le peuple arménien, se sentant menacé dans son existence, forme des milices pour défendre les églises. C'est à cette occasion que Drastamat adhère à la Fédération révolutionnaire arménienne.

### Première Guerre mondiale
Pendant la Première Guerre mondiale, il combat pour la Russie, commandant une des unités de volontaires arméniens intégrées à l'Armée impériale russe. Il est décoré par le Tsar.

### Indépendance de l'Arménie
Il est également le 1er ministre de la Défense sous la République démocratique d'Arménie, poste qu'il occupe jusqu'au 28 mai 1919 avant de laisser place à Rouben Ter Minassian.

### Sous la domination soviétique
En 1920, après l'annexion de l'Arménie par l'URSS, il s'exile en Iran puis en Allemagne.
Durant la Seconde Guerre mondiale, il participe à la création de la Légion arménienne, supplétive du Troisième Reich. Après la fin du conflit mondial, il est arrêté par les Américains mais ils ne le poursuivent pas pour sa collaboration avec les nazis. Il peut donc émigrer au Liban, où une forte diaspora arménienne est présente et où il continue ses activités politiques, militant pour la cause arménienne.
Il meurt à Boston en 1956 alors qu'il était en voyage aux États-Unis pour recevoir un traitement médical.

## Hommages

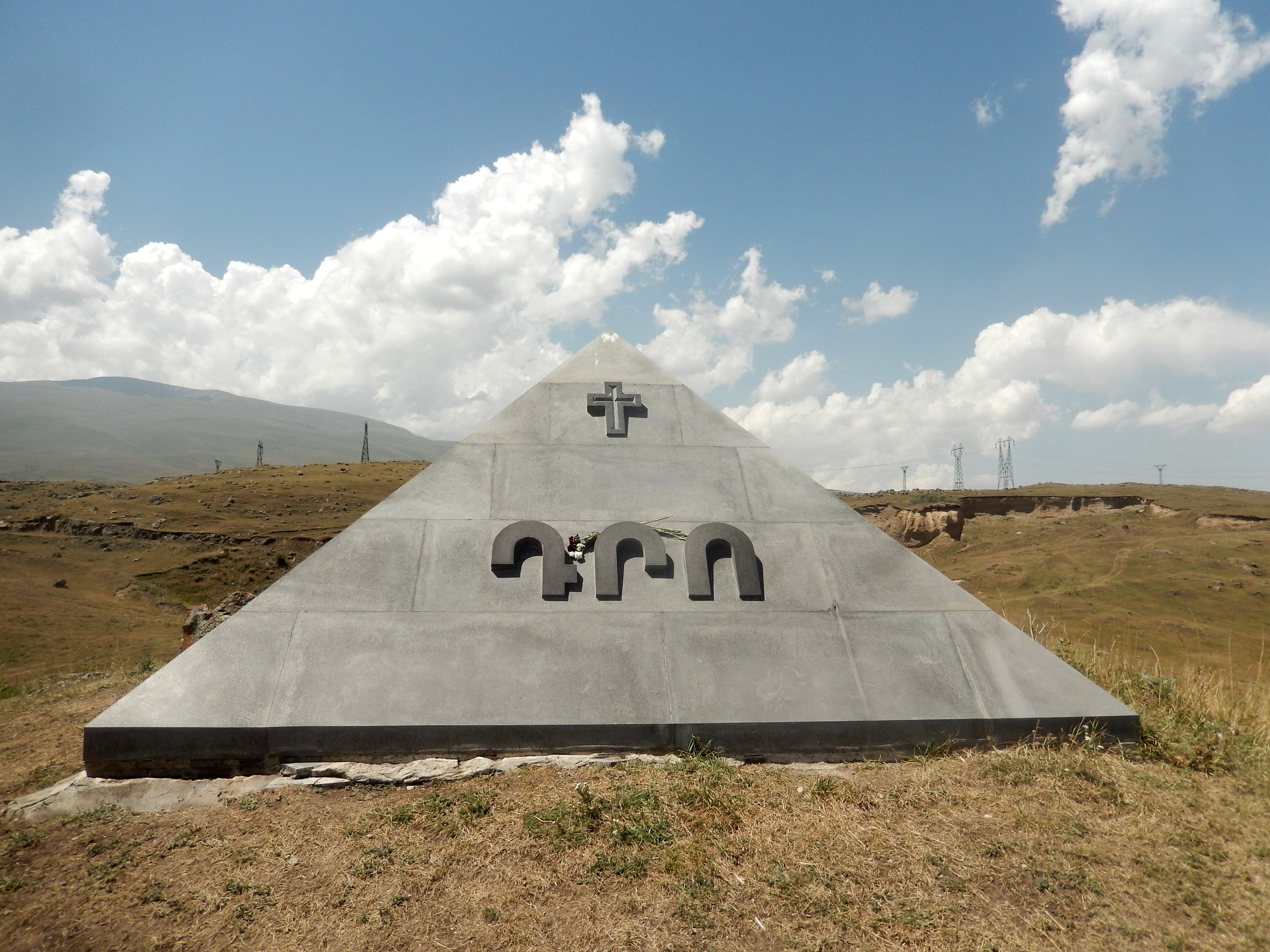
Mausolée du général Dro à Aparan en Arménie.

Il est considéré comme l'un des héros de la révolution arménienne avec Garéguine Njdeh.